# Everybody's in Showbiz
Everybody's in Showbiz is een album van de Britse rockband The Kinks uit 1972. Het bestaat gedeeltelijk uit studio- en gedeeltelijk uit live-opnamen.

## Tracks
- "Here Comes Yet Another Day"
- "Maximum Consumption"
- "Unreal Reality"
- "Hot Potatoes"
- "Sitting in My Hotel"
- "Motorway"
- "You Don't Know My Name"
- "Supersonic Rocket Ship"
- "Look a Little on the Sunny Side"
- "Celluloid Heroes" #
- "Top of the Pops"
- "Brainwashed" #
- "Mr. Wonderful" #
- "Acute Schizophrenia Paranoia Blues" #
- "Holiday" #
- "Muswell Hillbilly" #
- "Alcohol" #
- "Banana Boat Song" #
- "Skin and Bone" #
- "Baby Face" #
- "Lola" (fragment) #

Opnamen: live in Carnegie Hall, New York (VS) op 3 maart 1972 (aangeduid met #), alle overige mei en juni 1972.
Mick Avory · Dave Davies · Ray Davies

John Dalton · Gordon Edwards · Ian Gibbons · John Gosling · Bob Henrit · Andy Pyle · Pete Quaife · Jim Rodford